# Perelisok
Perelisok (ukr. Перелісок) – wieś na Ukrainie, w obwodzie żytomierskim, w rejonie nowogrodzkim. W 2001 roku liczyła 35 mieszkańców.